# Strömadapter

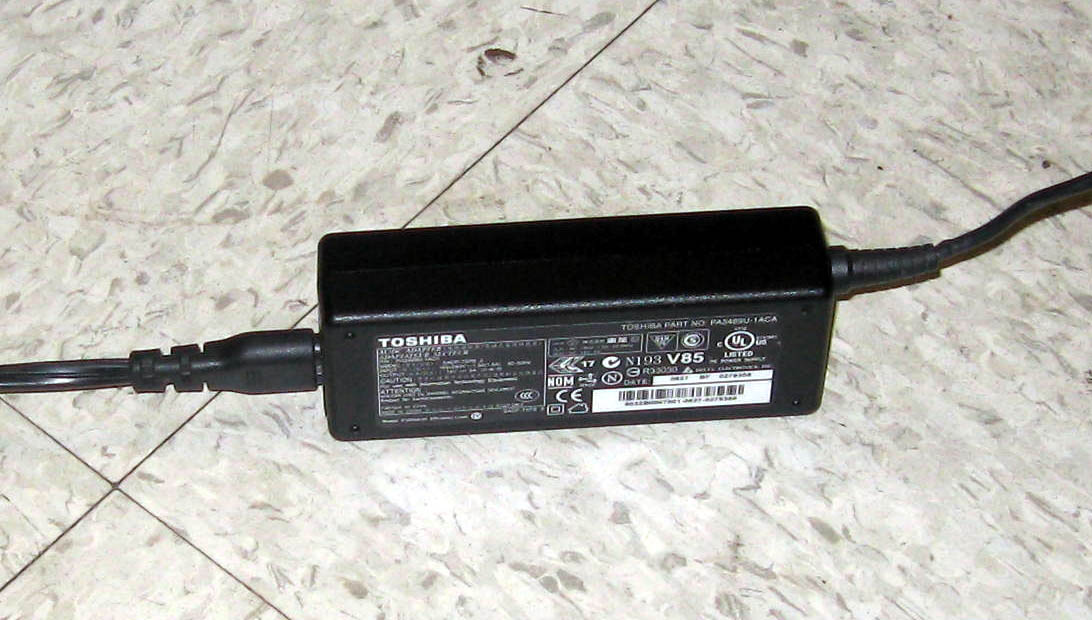
En strömadapter till en bärbar dator.

En strömadapter är en enhet som levererar elektricitet till utrustning som inte använder sig av den standardiserade från vägguttaget. Det finns både interna och externa. Spänningen är oftast 110 eller 230 Volt och växlar ner till ex. 12 VDC med hjälp av en transformator.